# 吹希王
吹希王（すいきおう、恵王、? - 451年2月3日）は、金官伽倻の第7代の王（在位:421年 - 451年）。父は坐知王、母は福寿である。王妃は仁徳、息子に第8代の王である銍知王（荘王）がいる。